# Luis Rubistein
Luis Rubistein, nombre artístico de Luis Moisés Rubinstein, (Buenos Aires, Argentina, 2 de julio de  1908 – ídem, 10 de agosto de 1954) fue un poeta y periodista argentino dedicado al género del tango, autor de las letras de  Cadenas, Venganza, Noctámbulo, Carnaval de mi barrio, Inspiración, De antaño y Charlemos, entre otras.

## Antecedentes personales
De familia de origen judío, sus padres, el zapatero Motl Rubinstein y la maestra de escuela judía María Kaplán, provenían de la ciudad de Dnipropetrovsk, que por entonces se llamaba Ekaterinoslav, en Ucrania (en esa época bajo dominio imperial ruso), y habían llegado a la Argentina en 1906 huyendo del antisemitismo que había recrudecido a raíz de la guerra ruso-japonesa (1904-1905). Venían con 3 hijas y en Argentina tuvieron 7 más, de los cuales el segundo fue Luis. En los documentos de algunos de los Rubinstein, incluido Luis, desapareció la "n", convirtiéndose en Rubistein. Luis nació y vivió su infancia en la casa de la calle Catamarca 945, del barrio de San Cristóbal, donde la familia ocupaba dos habitaciones y el padre ejercía su oficio arreglando zapatos. Luis no completó la escuela primaria pues fue echado de ella en tercer grado por tirarle un tintero a la maestra, que lo reprendió al descubrirlo escribiendo versos.
Estudió música, lo que le permitió musicalizar algunas de sus letras.
Luis inició la dinastía tanguera junto a Mauri, Elías, que usó el seudónimo Elías Randal y Oscar que era conocido como Oscar Rubens. Mauricio y Elías salían, todavía chicos, a vender betún y cordones para calzado por la Avenida de Mayo o por Boedo y en cafés como el Dante, de la esquina de Independencia y Boedo, luego de que Elías cantara unos tangos, los parroquianos le compraban o sin tomar la mercancía le daban el dinero del dependía la familia para comer al día siguiente.

## Actividad profesional
Siendo todavía un adolescente, Rubistein ensayó canto para superar su tartamudez y llegó a hacerlo con Juan D'Arienzo, pero luego abandonó esa actividad aunque se convirtió en un incansable callejero frecuentador del ambiente del tango, incluidos  los cabarés. Trabajó como periodista en la revista del editor Julio Korn La Canción Moderna, luego rebautizada Radiolandia, y dirigió Sintonía, creada en 1933 por Emilio Kartulovic. Eran publicaciones nacidas al calor del crecimiento de la radiofonía y de la difusión del tango en esta.
En mayo de 1935 creó en la casa familiar de Tejedor 154, en un barrio algo apartado, una escuela de arte popular que pronto trasladó a Callao 420, a pocos metros de la calle Corrientes, en los altos de un edificio en cuya planta baja funcionaba la empresa de pompas fúnebres Iribarne. Tanto el edificio como la funeraria eran propiedad de la familia de la esposa del presidente Ortiz, que ejerció el cargo entre 1938 y 1940. En el lugar se instalaron los negocios de los Rubistein: la Academia ahora bautizada como PAADI, Primera Academia Argentina de Interpretación, cuya actividad consistía en proveer artistas a las radios, la editorial Select y PACA, Primer Archivo Cinematográfico Argentino, orientada a proveer de extras a los estudios de cine. PAADI contaba con una sala de transmisión, desde la cual por línea telefónica se emitían programas en los que actuaban alumnos seleccionados.

## Labor como compositor
El primer tango cuya letra y música le pertenecen fue Cadenas, de 1933. Un tema de trazo grueso que estrenó Mercedes Simone a partir del cual comenzó una serie de éxitos, como Venganza, de argumento despiadado, que a pesar de su estilo burdo conmovió al público, a punto Oscar Ferrari, que en 1950 lo grabó cantándolo acompañado por la orquesta de José Basso, quedó tan identificado con ese tema que siguió  cantándolo por mucho tiempo.
Entre las muchas obras de Rubistein son escasos los momentos de poesía, las ideas originales, las letras significativas; entre los tangos recordables se encuentra Noctámbulo,  que escribió en 1931 con música de Armando Baliotti, que fue grabado por Roberto Maida y por Julio De Caro con el estribillista Luis Díaz, pero luego fue olvidado; Olvido, escrito en 1936 con Luis César Amadori y grabado, entre otros, por Charlo, Roberto Goyeneche y Lágrima Ríos, cuenta con particular belleza el descenso del narrador desde la opulencia económica; Decime, de 1938, es un tango que fue grabado por Mercedes Simone y tiene, de la misma letra, una versión para cancionista y otra para cantor; Nada más; Juro, de 1936 musicalizado por el bandoneonista Ciriaco Ortiz; Yo también, en colaboración con Nicolás Luis Visca; Igual que ayer, en conjunto con el director y guionista de cine Luis Bayón Herrera, de 1940 al igual que el anterior; Ya lo ves, con música de Juan D'Arienzo; Si tú quisieras,  con música de Francisco Pracánico, Cautivo, un tango con letra ponderable, con música de  Egidio Pittaluga, de 1941 como los dos anteriores; Marión -letra y música propias- de 1943; Dos palabras por favor, con música de Visca, del mismo año que elanterior; Rosa de tango, sobre la misma melodía de su anterior Cuatro palabras”, de 1944; al año siguiente, Dos ojos tristes musicalizado por Oscar de la Fuente y de 1947 el tango Plomo. En 1948 escribió Tu perro pequinés, que fue grabado por Edmundo Rivero con la orquesta de Aníbal Troilo y es considerado por Manuel Adet como su mejor tango. 
Rubistein a veces también reciclaba melodías; con música de D’Arienzo, escribió en 1926 la letra del tango Rodolfo Valentino, en homenaje al actor fallecido ese mismo año, sobre la misma música hizo en 1928 otra letra titulada Callejas sólo, referida al jockey y cuidador Bernardo José Callejas y al final hizo en 1938 una tercera letra sobre la misma música pero agregado cuatro compases que concluyen la melodía con una cadencia mucho mejor resuelta que,y con el título de Nada más, alcanzó éxito y fue grabada, entre otros, por Ada Falcón con la orquesta de Francisco Canaro y Alberto Echagüe con la de Juan D'Arienzo. Se trata de “una auténtica aria de una ópera que, si bien no escrita en su total desarrollo, es sugerida al oyente, propuesta a su imaginación”.
Otras obras importantes, con letra y música de Rubistein, fueron Carnaval de mi barrio, de 1938, que el autor caracterizó como «Pintura callejera en tiempo de tango», que ese mismo año grabó Mercedes Simone y  la milonga De antaño, que grabó Juan D'Arienzo con la voz de Alberto Echagüe.
Rubistein no eludió algunos temas que conllevaban compromiso político; así escribió en 1928 con música de Pracánico el tango El camino de Buenos Aires, inspirada en el libro del mismo nombre del año anterior del periodista Albert Londres que describía el tráfico de mujeres realizado desde Europa a Buenos Aires para someterlas a la prostitución, realizada por rufianes judíos agrupados en la Zwi Migdal, una poderosa organización que operó bajo el disfraz de mutual hasta 1930 en que fue disuelta en tanto se procesaba a sus miembros. El tango fue grabado para el sello Electra por Francisco Pracánico y también por D'Arienzo con el cantor Carlos Dante. En 1942, en una época en que el nazismo dominaba gran parte de  Europa y tenía activos simpatizantes en Argentina con su fuerte carga de antisemitismo, escribió con música de su hermano Elías la canción Yánkele (Mi muchacho), en la que intercalaba algunos versos en ídisch. La obra, que había sido compuesta para la obra Soy judío, de Luis Pozzo Ardizzi que se propalaba con gran éxito por Radio del Pueblo fue grabada en dos oportunidades por el conjunto de Feliciano Brunelli.
Colaboró en el cine con el nombre de "Luis Rubinstein" componiendo la música de Puerto Nuevo (1936), El astro del tango (1940) y De Méjico llegó el amor (1940) y aportando los temas musicales de Si yo fuera rica (1941).

### Charlemos
El tango Charlemos es la obra cumbre de Rubistein; lo compuso en 1940, fue estrenado el 15 de enero de 1941 en el Teatro Astral por la orquesta de Francisco Canaro, lo grabó Carlos Di Sarli, con la voz de Roberto Rufino, el 18 de febrero de 1941, el 11 de marzo hacía lo propio Ignacio Corsini acompañado por las guitarras de Armando Pagés, Enrique Maciel y Rosendo Pesoa y el mismo año lo registró en Cuba Alberto Gómez con la Orquesta Adolfo Guzmán.
La letra nos transmite exclusivamente las palabras de un hombre en el teléfono. Dice el número y pregunta por Renée a la persona que atiende que, sabremos unos versos más adelante, cuando se refiera a “ella y él”, es una mujer. Él sabe que la mujer que contestó no es Renée, porque esta no existe, le propone seguir hablando y ella acepta.
Manuel Adet señala que la letra no solo narra  en menos de tres minutos una historia de amor, sino que contiene un final sorpresivo que los oyentes recién conocerán con la última frase. La última estrofa contiene un interesante y poético juego de palabras: ella le propone “verse”, lo que en el habla coloquial significa “encontrarse” y el poeta dilata el final introduciendo una nota de suspenso: “No puedo... no puedo verla... es doloroso lo sé...” que hace suponer al oyente que algún motivo personal impide la cita; entonces el último verso informa que la imposibilidad de verla no es la de acudir a la cita sino que proviene de su ceguera... “¡Cómo quisiera quererla!/ Soy ciego...perdóneme”. Aquí Adet vuelve a interrogarse:

"Recién en esas tres últimas palabras descubrimos que el personaje es no vidente. ¿Es así? ¿No será acaso una excusa para afrontar la realidad? ¿Por que en lugar de decir, ‘cómo quisiera verla’, ahora dice ‘cómo quisiera quererla’? ¿La ceguera es física o moral?" 

Luis Rubistain falleció el 10 de agosto de 1954 y desde varios años antes se había dedicado a la actividad inmobiliaria.